# Amminoglutetimide
L'aminoglutetimide è un  farmaco ad azione anti-steroidea. È commercializzato da Novartis come Cytadren.

## Indicazioni
È clinicamente utilizzato nel trattamento della sindrome di Cushing e del carcinoma mammario.
Viene anche usato come droga di abuso da parte dei body-builder (culturisti).

## Meccanismo d'azione
Agisce in due modi:
- bloccando l'aromatasi enzima che porta alla produzione di estrogeni partendo dall'androstenedione e testosterone.
- bloccando la conversione del colesterolo in pregnenolone inibendo l'enzima P450scc (Citocromi super famiglia P450) e diminuendo di conseguenza la sintesi di tutti gli ormoni steroidei.

A basse dosi, l'aminoglutetimide è solo un efficace inibitore dell'aromatasi, ma a dosi più elevate essa blocca efficacemente anche l'P450scc.